# Didí
Waldir Pereira (Campos dos Goytacazes, Río de Janeiro, 8 de octubre de 1928-Río de Janeiro, 12 de mayo de 2001), más conocido como Didi, fue un futbolista y entrenador brasileño que jugaba como centrocampista, militó en clubes brasileños como el Fluminense y Botafogo; también en España vistió la camiseta del Real Madrid. Integró la histórica selección de fútbol de Brasil que conquistó los mundiales de Suecia 1958, en el cual fue considerado el mejor jugador del torneo, y Chile 1962. Es uno de los grandes futbolistas brasileños de la historia y para la IFFHS uno de los veinte mejores futbolistas del siglo XX. Se le apodó «el Príncipe Etíope» por la elegancia y clase que daba al centro del campo de los equipos en que jugó.
Debido a sus goles, logros y trayectoria fue incluido por la IFHOC-FIFA en el primigenio International Football Hall of Champions en el año 2000, y el 14 de diciembre de 2020 fue incluido como mediocentro defensivo en el tercer Dream Team histórico del Balón de Oro.

## Biografía

### Primeros años
Nació el 8 de octubre de 1928 en Río de Janeiro. En 1943, Didi comenzó su historia en el fútbol jugando en el infantil del São Cristóvão. También en categorías inferiores, jugó en Industrial, Rio Branco, Goytacaz y Americano. Didí tuvo un drama cuando era niño. A los catorce años, tuvo una infección por causa de una contusión sufrida en una pelea. Llegó a estar en silla de ruedas. Estuvieron a punto de amputarle la pierna, pero el destino jugó a su favor y no permitió esa pérdida para el muchacho.

### Inicios en el fútbol
Didí comenzó a disputar partidos oficiales en 1945, a los dieciséis años, jugando en el Americano de Campos. También pasó por Lençoense y Madureira. Pero, en el año siguiente, encontró la estabilidad en el Fluminense, club que defendió por diez años. Todavía es considerado en las Laranjeiras el mejor de la historia en su posición, marcando casi cien goles en el Tricolor. Alcanzó fama en 1950 por haber hecho el primer gol del Maracaná, en la derrota de la selección carioca frente a la paulista por 2 a 1. Asimismo, inventó la folha seca («hoja seca») —un tiro muy difícil de detener para los porteros— en 1956, en el partido contra el America do Rio: debido a una contusión que no le permitía tirar desde larga distancia de forma normal, golpeó en medio del balón, el cual se dirigió hacia arriba al inicio, pero adquirió un efecto envenenado y descendió hacia la portería rival. También se le atribuye la primera paradinha.

### Seleccionado nacional

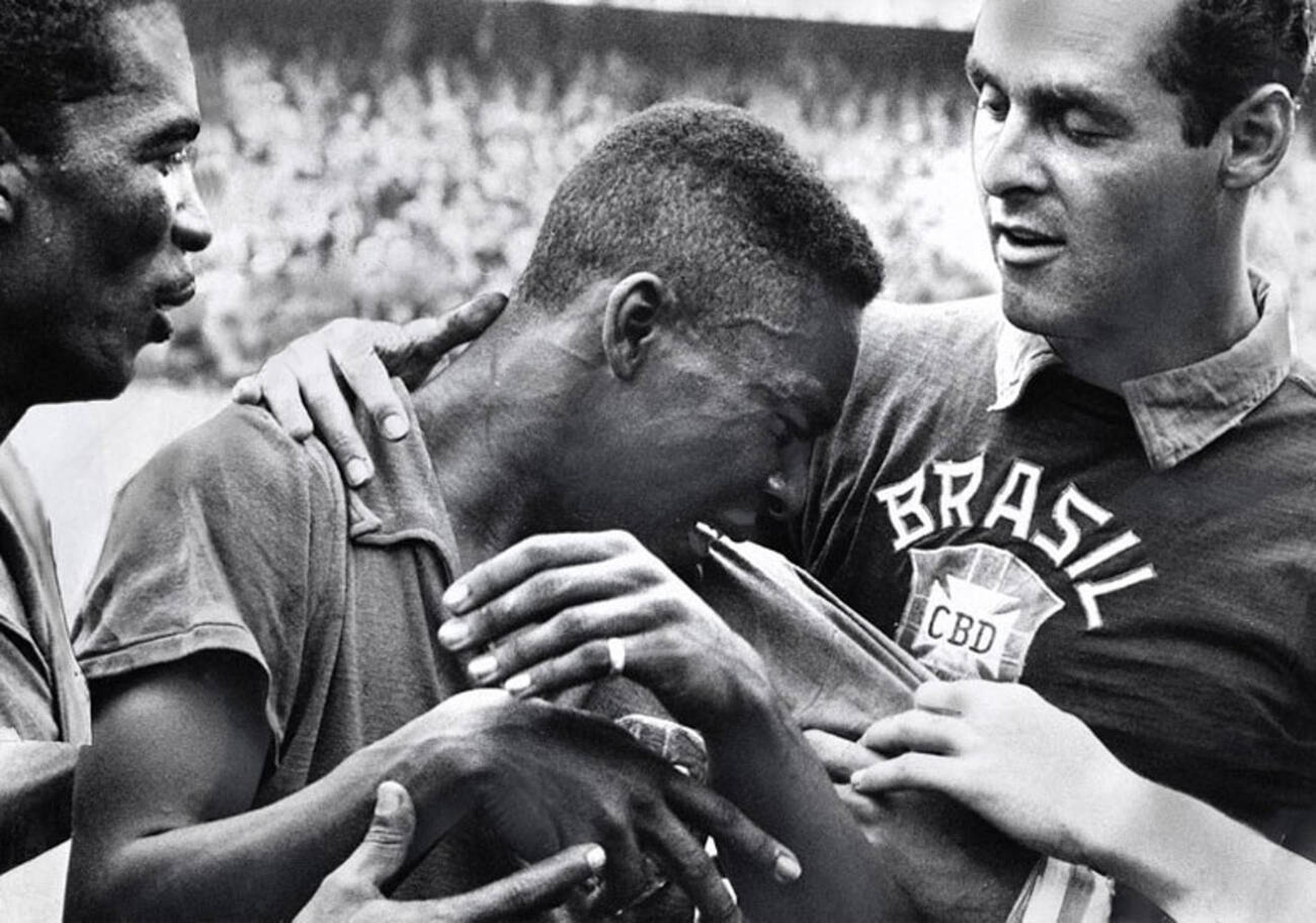
Celebración brasileña tras el pitido final y la conquista de la Copa Mundial de Fútbol de 1958.

Didí representó a Brasil por primera vez en el Panamericano de 1952 y disputó la Copa del Mundo en Suiza 1954. Sin embargo, su auge llegaría cuatro años después, cuando fue considerado el mejor jugador del Mundial de 1958 en Suecia, que fue conquistado por Brasil. Repitió éxito en Chile en 1962, mostrando un gran liderazgo sobre el terreno de juego. Didí marcó veintiún goles en setenta y cuatro partidos con la selección brasileña.
A pesar del éxito en el Flu, el jugador fue transferido en 1956 al Botafogo, donde también hizo historia. En 313 partidos, marcó 113 goles. Pasó por un momento curioso en 1957: después de ganar el Campeonato Carioca, tuvo que cumplir la promesa de atravesar a pie la ciudad de Río de Janeiro, al haber ganado el título.

### Europa: al Real Madrid
El buen fútbol y el título de la Copa del Mundo con la selección de Brasil en el año siguiente de 1959 suscitó el interés del Real Madrid. En el equipo blanco, donde jugaban cracks como Puskás y Di Stéfano, el centrocampista no consiguió adaptarse y tuvo un modesto paso por Europa.

### Su regreso a Brasil: Botafogo y debut como entrenador enSporting Cristal
En 1961 Didi regresó al Botafogo con el que consiguió el Campeonato Carioca.
Tras ganar el Mundial de 1962 fue transferido al Sporting Cristal en calidad de jugador y DT. Sin embargo, tras problemas con su pase hizo que aparezca mayormente en amistosos.
En julio de 1964 Didi se volvió a vestir de corto ya que jugó con Sporting Cristal un amistoso ante Barcelona de España en beneficio de la tragedia de mayo en el estadio Nacional de Lima. 
En agosto de 1964 Didi regresa nuevamente al Botafogo, luego es contactado por directivos veracruzanos de México.

### A México con los Tiburones Rojos de Veracruz
En 1965, decide jugar una temporada en México con los Tiburones Rojos de Veracruz para posteriormente retirarse. Muchos periodistas de México dudaban que viniera a jugar o que sobresaliera con los jarochos; pero el dueño del equipo, don José Lajud Kuri, hizo las gestiones y el astro brasileño llegó a jugar a la liga mexicana. Hizo un buen torneo con el equipo del puerto al anotar trece goles en veintinueve partidos. Se ha considerado una de las contrataciones más importantes del equipo escualo y en la primera división de México.

### Entrenador mundialista con Perú (1970)

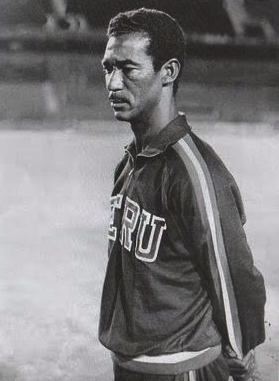
Didi, entrenador de la selección peruana de fútbol en 1970

Luego de su retiro definitivo como futbolista, Didi volvió a dirigir en el fútbol peruano, ganando el Campeonato Descentralizado 1968 con el Sporting Cristal. Dirigió al cuadro bajopontino hasta fines de abril de 1969.
Tras su éxito a nivel de clubes, fue designado entrenador de la selección peruana de fútbol para las eliminatorias del Mundial de México 1970, logrando su clasificación en el estadio La Bombonera en Buenos Aires frente a la selección de Argentina, a la cual eliminó del Campeonato Mundial México 1970. Llevó a Perú a su mejor colocación en una Copa del Mundo: 7.º lugar, siendo eliminados ante la selección de Brasil por un marcador de 4-2 en los cuartos de final. El equipo brasileño era dirigido por su compañero en el Mundial de Suecia Mário Zagallo.

### Fallecimiento
El exjugador murió en el día 12 de mayo de 2001 por complicaciones cardíacas y cáncer. Está sepultado en el Cementerio de San Juan Bautista en Río de Janeiro.

## Clubes

### Como futbolista
| Club             | País   | Año       | PJ  | Goles |
| ---------------- | ------ | --------- | --- | ----- |
| Madureira        | Brasil | 1947-1949 | 32  | 8     |
| Fluminense       | Brasil | 1949-1956 | 298 | 91    |
| Botafogo         | Brasil | 1957-1958 | 64  | 40    |
| Real Madrid      | España | 1959-1960 | 19  | 6     |
| Botafogo         | Brasil | 1960-1962 | 44  | 19    |
| Sporting Cristal | Perú   | 1962-1964 | 60  | 15    |
| Botafogo         | Brasil | 1964      | 11  | 1     |
| Veracruz         | México | 1965-1966 | 29  | 13    |
| São Paulo        | Brasil | 1966      | 20  | 4     |

### Como entrenador
| Club                         | País           | Año       |
| ---------------------------- | -------------- | --------- |
| Sporting Cristal             | Perú           | 1962-1964 |
| Sporting Cristal             | Perú           | 1967-1969 |
| Selección de fútbol del Perú | Perú           | 1969-1970 |
| River Plate                  | Argentina      | 1970-1972 |
| Fenerbahçe                   | Turquía        | 1973-1975 |
| Fluminense                   | Brasil         | 1975      |
| Cruzeiro                     | Brasil         | 1977      |
| Al-Ahli Jeddah               | Arabia Saudita | 1978-1981 |
| Botafogo                     | Brasil         | 1981      |
| Cruzeiro                     | Brasil         | 1982      |
| Al-Shabab                    | Arabia Saudita | 1982-1983 |
| Botafogo                     | Brasil         | 1984      |
| Fortaleza                    | Brasil         | 1985      |
| São Paulo                    | Brasil         | 1986      |
| Alianza Lima                 | Perú           | 1986-1987 |
| Bangu                        | Brasil         | 1989-1990 |

## Palmarés
Nota: en negrita competición vigente.
| Equipo(s)         | Equipo(s)           | Nacionales                  | Nacionales                  | Nacionales                  | Nacionales                  | Subtotal                    | Continentales | Continentales | Continentales | Mundiales | Subtotal | Total |
| ----------------- | ------------------- | --------------------------- | --------------------------- | --------------------------- | --------------------------- | --------------------------- | ------------- | ------------- | ------------- | --------- | -------- | ----- |
| Equipo(s)         | Equipo(s)           | Liga                        | Copa                        | Supercopa                   | Otra Copa                   | Subtotal                    | C1            | C2            | C3            | M1        | Subtotal | Total |
| Bandera de Brasil | Fluminense          | –                           | –                           | –                           |                             | 1                           | –             | –             | –             |           | 1        | 2     |
| Bandera de Brasil | Botafogo            | –                           | –                           | –                           |                             | 3                           | –             | –             | –             | –         | –        | 3     |
| Bandera de España | Real Madrid F. C.   | –                           | –                           | –                           | –                           | –                           |               | –             | –             | –         | 1        | 1     |
| Bandera de Brasil | Selección de Brasil | No compite a nivel nacional | No compite a nivel nacional | No compite a nivel nacional | No compite a nivel nacional | No compite a nivel nacional | –             | –             | –             |           | 2        | 2     |
| Total             | Total               | –                           | –                           | –                           | 4                           | 4                           | 1             | –             | –             | 3         | 4        | 8     |

### Torneos internacionales
| Título               | Club          | Sede      | Año  |
| -------------------- | ------------- | --------- | ---- |
| Juegos Panamericanos | Brasil sub-23 | São Paulo | 1952 |
| Juegos Panamericanos | Brasil        | São Paulo | 1963 |

### Distinciones individuales
| Distinción                                | Año  |
| ----------------------------------------- | ---- |
| Once histórico de bronce del Balón de Oro | 2020 |